# Cuiabá
Cuiabá es una ciudad brasileña, capital del estado de Mato Grosso.

## Toponimia
Su nombre tiene origen de la palabra guaraní “ikuiapá”, que significa lugar del arco y flecha (ikuia: arco y flecha; pá: lugar). El nombre se refiere a una ciudad donde los bororos acostumbraban a pescar con arco y flecha, en las orillas del río Prainha (Praiñá o Paranaiñá), afluente del río Cuiabá.

## Historia
La ciudad fue fundada el día 8 de abril de  1719 (306 años), por Rodrigo César de Menezes, capitán general de la Capitanía de São Paulo en territorio que entonces era de jurisdicción española - más exactamente de la provincia del Paraguay.
En 1722, se encontró oro en grandes cantidades en las márgenes de la Prainha, dentro del periodo de la fiebre del oro en Brasil. Existe confusión con la fundación de Arraial da Forquilha, fundada el 8 de abril de 1719, por cuestiones ideológicas. Estudios históricos muestran una diferencia, alegando que el día 1° de enero sería la fecha de elevación de Arraial da Forquilha a categoría de villa. Lo que es ilógico, porque no se puede fundar una ciudad en un lugar que sería descubierto un año después. Por lo que, el día 8 de abril se firmó la fundación de la ciudad, la primera del Oeste Brasileño. La Vila Real do Senhor Bom Jesus de Cuiabá, como era designada en los tiempos coloniales, obtuvo el estatus de ciudad el 17 de septiembre de 1818, y capital del estado en agosto de 1835 (antes la capital era Vila Bela da Santíssima Trindade).

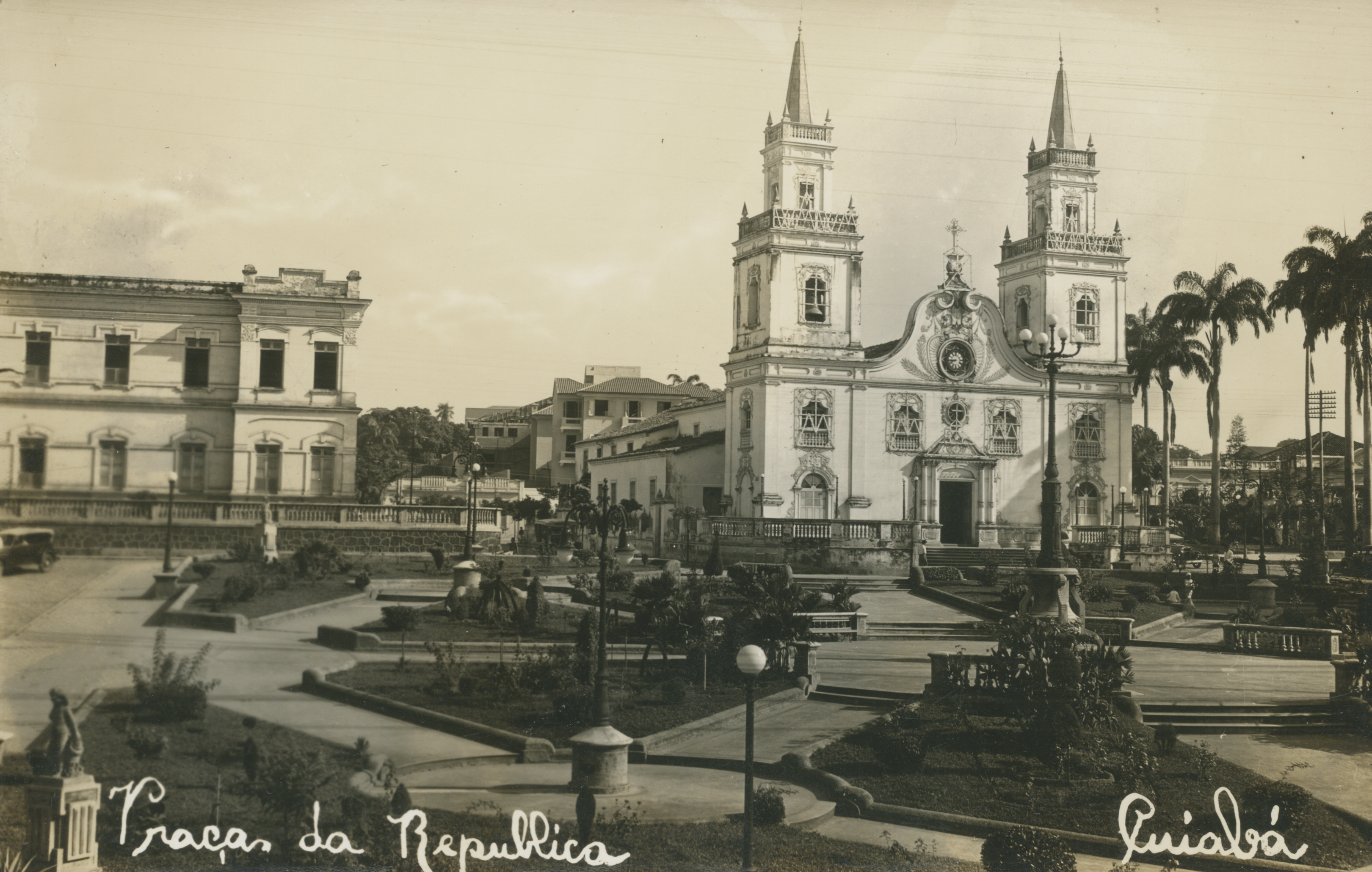
Plaza de la República con Catedral del Señor Bom Jesús de Cuiabá, 1941.

Durante la segunda mitad del siglo XVIII, después del agotamiento del oro, la ciudad entró en una decadencia, que cambiaría con la Guerra de la Triple Alianza y los inventos de infraestructura. La economía estuvo en ese periodo basada en la caña de azúcar. Pero al final del siglo XIX la ciudad vuelve a estar estancada, permaneciendo así hasta 1930. Durante ese periodo, el aislamiento hizo que la ciudad creciera de una manera particular y su cultura se vuelva única.
A partir de 1930 el aislamiento desaparece con las conexiones férreas con Goiás y São Paulo, así como con la aviación comercial. El boom del crecimiento se da después de 1960, con la transferencia de la capital federal y con el programa de poblamiento del interior del país. En las décadas de 1970 y 1980 la ciudad creció mucho, pero los servicios de infraestructura no se expanden con la misma rapidez. El agro-negocio se expande por todo el estado, la ciudad comienza a modernizarse e industrializarse. En 20 años se convierte de ciudad en metrópolis.
Después de 1990, la tasa de crecimiento poblacional disminuye, y el turismo comienza a ser visto como una fuente de ingresos. Con más de 500 000 habitantes, la ciudad convive con los embotellamientos de tránsito, una creciente violencia, la falta de saneamiento básico y la desigualdad social.

## Geografía
Cuiabá tiene límites con los municipios de Chapada dos Guimarães, Campo Verde, Santo Antônio do Leverger, Várzea Grande (Mato Grosso) , Jangada y Acorizal.
Posee comunicaciones autoviales, aéreas y fluviales, que comunican el norte de Brasil y el oeste de América del Sur, con el centro del continente.
El municipio está rodeado por tres grandes ecosistemas, el Amazonas, las sierras y el pantano. Con un clima muy caluroso, el lugar está al norte del pantano, al lado de Chapada dos Guimarães y considerado como puerta de entrada a la selva amazónica.

### Hidrografía
Cuiabá es abastecida por el río de igual nombre, afluente del río Paraguay y que hace de límite entre la capital y Várzea Grande. El municipio es la divisoria de aguas entre la cuenca del Amazonas y la cuenca del Plata. Es bañado también por los ríos Coxipó-Açu, Pari, Mutuca, Claro, Coxipó, Aricá, San Lorenzo, das Mortes-Manso, Cumbuca, Suspiro, Coluene, Jangada, Casca, Cachoeirinha y Aricazinho, además de otros arroyos y rápidos.

### Clima
El clima es tropical caluroso semi húmedo. La precipitación anual media es de 1750 mm., con intensidad máxima en los meses de octubre, noviembre, diciembre, enero y febrero. La temperatura máxima, en los meses cálidos está en torno a los 34 °C. La mínima media mensual a lo largo del año varía entre los 16 y 23 °C. Durante la época seca, que va desde mayo a agosto, la humedad cae a niveles críticos, a veces por debajo del 10%. La temperatura más baja registrada en Cuiabá fue de 1,2 °C el 22 de junio de 1933 y la más alta alcanzó 44,2 °C el 19 de octubre de 2023.
El clima de Cuiabá puede ser clasificado como clima tropical de sabana (Aw), de acuerdo con la clasificación climática de Köppen.
| Parámetros climáticos promedio de Cuiabá, MT, Brasil                      | Parámetros climáticos promedio de Cuiabá, MT, Brasil | Parámetros climáticos promedio de Cuiabá, MT, Brasil | Parámetros climáticos promedio de Cuiabá, MT, Brasil | Parámetros climáticos promedio de Cuiabá, MT, Brasil | Parámetros climáticos promedio de Cuiabá, MT, Brasil | Parámetros climáticos promedio de Cuiabá, MT, Brasil | Parámetros climáticos promedio de Cuiabá, MT, Brasil | Parámetros climáticos promedio de Cuiabá, MT, Brasil | Parámetros climáticos promedio de Cuiabá, MT, Brasil | Parámetros climáticos promedio de Cuiabá, MT, Brasil | Parámetros climáticos promedio de Cuiabá, MT, Brasil | Parámetros climáticos promedio de Cuiabá, MT, Brasil | Parámetros climáticos promedio de Cuiabá, MT, Brasil |
| Mes                                                                       | Ene.                                                 | Feb.                                                 | Mar.                                                 | Abr.                                                 | May.                                                 | Jun.                                                 | Jul.                                                 | Ago.                                                 | Sep.                                                 | Oct.                                                 | Nov.                                                 | Dic.                                                 | Anual                                                |
| ------------------------------------------------------------------------- | ---------------------------------------------------- | ---------------------------------------------------- | ---------------------------------------------------- | ---------------------------------------------------- | ---------------------------------------------------- | ---------------------------------------------------- | ---------------------------------------------------- | ---------------------------------------------------- | ---------------------------------------------------- | ---------------------------------------------------- | ---------------------------------------------------- | ---------------------------------------------------- | ---------------------------------------------------- |
| Temp. máx. abs. (°C)                                                      | 37                                                   | 37                                                   | 38                                                   | 37                                                   | 37                                                   | 37                                                   | 37                                                   | 40                                                   | 44                                                   | 44                                                   | 38                                                   | 43                                                   | 44                                                   |
| Temp. máx. media (°C)                                                     | 32.6                                                 | 32.6                                                 | 32.9                                                 | 32.7                                                 | 31.6                                                 | 30.7                                                 | 31.8                                                 | 34.1                                                 | 34.1                                                 | 34.0                                                 | 31.1                                                 | 32.5                                                 | 32.6                                                 |
| Temp. media (°C)                                                          | 26.7                                                 | 25.3                                                 | 26.5                                                 | 26.1                                                 | 24.6                                                 | 23.5                                                 | 22.0                                                 | 24.7                                                 | 26.6                                                 | 27.4                                                 | 27.2                                                 | 26.6                                                 | 25.6                                                 |
| Temp. mín. media (°C)                                                     | 23.2                                                 | 22.9                                                 | 22.9                                                 | 22.0                                                 | 19.7                                                 | 17.5                                                 | 16.6                                                 | 18.3                                                 | 22.1                                                 | 22.0                                                 | 22.9                                                 | 23.0                                                 | 21.1                                                 |
| Temp. mín. abs. (°C)                                                      | 18                                                   | 15                                                   | 17                                                   | 12                                                   | 7                                                    | 7                                                    | 6                                                    | 7                                                    | 10                                                   | 10                                                   | 12                                                   | 12                                                   | 6                                                    |
| Precipitación total (mm)                                                  | 209.9                                                | 199.0                                                | 171.4                                                | 123.1                                                | 53.9                                                 | 15.9                                                 | 9.6                                                  | 11.4                                                 | 58.0                                                 | 115.0                                                | 154.4                                                | 193.5                                                | 1315.1                                               |
| Humedad relativa (%)                                                      | 78                                                   | 80                                                   | 80                                                   | 79                                                   | 75                                                   | 72                                                   | 64                                                   | 60                                                   | 59                                                   | 68                                                   | 74                                                   | 77                                                   | 72.2                                                 |
| Fuente n.º 1: Hong Kong Observatory (average temperatures, precipitation) |                                                      |                                                      |                                                      |                                                      |                                                      |                                                      |                                                      |                                                      |                                                      |                                                      |                                                      |                                                      |                                                      |
| Fuente n.º 2: Weatherbase (extremes, humidity, October average low)       |                                                      |                                                      |                                                      |                                                      |                                                      |                                                      |                                                      |                                                      |                                                      |                                                      |                                                      |                                                      |                                                      |

### Relieve
Predominan las bajas amplitudes que varían entre los 146 a los 250 metros en el área de la propia ciudad.

## Demografía

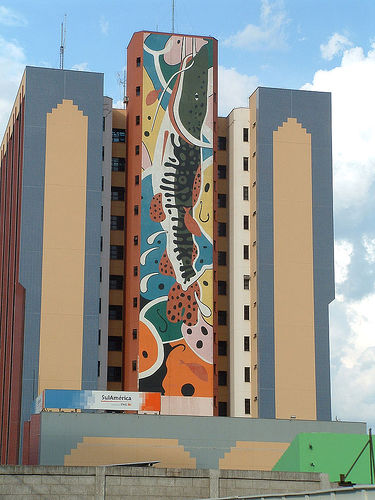
Edificios de la ciudad.

Su población estimada en julio de 2010 era de 554.800 habitantes. Várzea Grande, ciudad del conurbano, tiene 255.728 hab, dando un saldo 810.528 hab. Su población en la región metropolitana es de 1.000.510.
La ciudad vivió un clima de tranquilidad hasta la década de 1960, cuando un flujo de inmigrantes empezó a venir a vivir al estado, principalmente entre los años 1970 y 1980. En ese periodo la población aumentó de 57.860 habitantes, en 1960, hasta los 100.865 hab. en 1970; 213.151 hab. en 1980; 402.813 hab. en 1991 y 512.346 hab. en 2000, teniendo el 19,3% de la población total del estado. Ese aumento desordenado llevó a que las áreas periféricas de las ciudades, carezcan de inversiones en planificación, saneamiento y otros servicios públicos, cosa que ocurre también en otras ciudades del país.
La siguiente tabla es una muestra de la evolución demográfica del municipio de Río Branco con el pasar de los años y las décadas.
| Población Histórica del municipio de Cuiabá | Población Histórica del municipio de Cuiabá | Población Histórica del municipio de Cuiabá |
| Año                                         | Habitantes                                  | Fuente                                      |
| ------------------------------------------- | ------------------------------------------- | ------------------------------------------- |
| 1872                                        | 35 987                                      | Censo brasileño de 1872                     |
| 1890                                        | 17 815                                      | Censo brasileño de 1890                     |
| 1900                                        | 34 393                                      | Censo brasileño de 1900                     |
| 1920                                        | 33 678                                      | Censo brasileño de 1920                     |
| 1940                                        | 54 394                                      | Censo brasileño de 1940                     |
| 1950                                        | 56 204                                      | Censo brasileño de 1950                     |
| 1960                                        | 57 860                                      | Censo brasileño de 1960                     |
| 1970                                        | 103 427                                     | Censo brasileño de 1970                     |
| 1980                                        | 219 477                                     | Censo brasileño de 1980                     |
| 1991                                        | 402 813                                     | Censo brasileño de 1991                     |
| 2000                                        | 483 346                                     | Censo brasileño de 2000                     |
| 2010                                        | 551 098                                     | Censo brasileño de 2010                     |
| 2018                                        | 607 153                                     | Estimaciones del IBGE                       |
| 2020                                        | -                                           | Censo brasileño de 2020                     |

## Economía

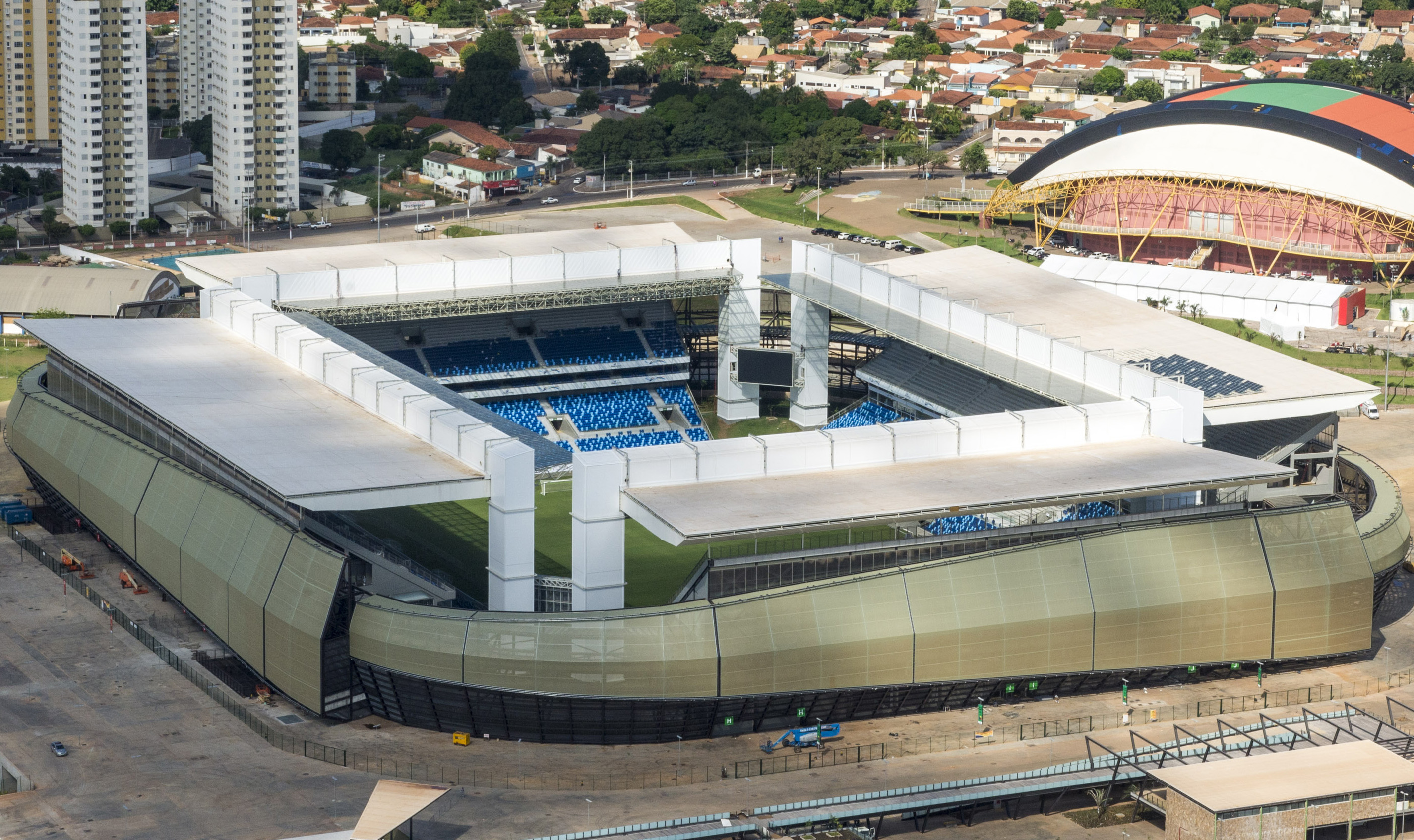
Arena Pantanal.

La economía de Cuiabá, hoy, está centralizada en el comercio y la industria. El comercio está constituido principalmente por el sector alimenticio, textil y electrodomésticos. El sector industrial está basado en la agroindustria. Con un distrito industrial dispone de la infraestructura necesaria, así como en el área de energía y transportes, la capital viene atrayendo empresas de varias regiones del país.
Actualmente, el turismo se presenta como una alternativa económica; hecho que se verá potenciado a futuro pues es una de las ciudades sede de la Copa Mundial de Fútbol Brasil 2014.

### Evolución histórica
| Tamaño de la Economía del municipio de Cuiabá y Riqueza promedio por cada habitante (PIB per Cápita) | Tamaño de la Economía del municipio de Cuiabá y Riqueza promedio por cada habitante (PIB per Cápita) | Tamaño de la Economía del municipio de Cuiabá y Riqueza promedio por cada habitante (PIB per Cápita) |
| Año                                                                                                  | PIB (en Dólares)                                                                                     | PIB per Cápita del municipio (en Dólares)                                                            |
| --- | --- | --- |
| 1999                                                                                                 | US$ 1 764 millones                                                                                   | US$ 3 713 dólares                                                                                    |
| 2000                                                                                                 | US$ 1 907 millones                                                                                   | US$ 3 945 dólares                                                                                    |
| 2001                                                                                                 | US$ 1 552 millones                                                                                   | US$ 3 168 dólares                                                                                    |
| 2002                                                                                                 | US$ 1 438 millones                                                                                   | US$ 2 896 dólares                                                                                    |
| 2003                                                                                                 | US$ 1 786 millones                                                                                   | US$ 3 547 dólares                                                                                    |
| 2004                                                                                                 | US$ 2 362 millones                                                                                   | US$ 4 628 dólares                                                                                    |
| 2005                                                                                                 | US$ 3 093 millones                                                                                   | US$ 5 981 dólares                                                                                    |
| 2006                                                                                                 | US$ 3 511 millones                                                                                   | US$ 6 702 dólares                                                                                    |
| 2007                                                                                                 | US$ 4 383 millones                                                                                   | US$ 8 258 dólares                                                                                    |
| 2008                                                                                                 | US$ 5 407 millones                                                                                   | US$ 10 059 dólares                                                                                   |
| 2009                                                                                                 | US$ 5 538 millones                                                                                   | US$ 10 175 dólares                                                                                   |
| 2010                                                                                                 | US$ 7 128 millones                                                                                   | US$ 12 930 dólares                                                                                   |
| 2011                                                                                                 | US$ 8 027 millones                                                                                   | US$ 14 430 dólares                                                                                   |
| 2012                                                                                                 | US$ 8 166 millones                                                                                   | US$ 14 548 dólares                                                                                   |
| 2013                                                                                                 | US$ 8 094 millones                                                                                   | US$ 14 204 dólares                                                                                   |
| 2014                                                                                                 | US$ 8 718 millones                                                                                   | US$ 15 149 dólares                                                                                   |
| 2015                                                                                                 | US$ 6 372 millones                                                                                   | US$ 10 978 dólares                                                                                   |
| 2016                                                                                                 | US$ 6 362 millones                                                                                   | US$ 10 869 dólares                                                                                   |
| 2017                                                                                                 | | |
| 2018                                                                                                 | | |
| Nota: Las cifras están expresadas en dólares estadounidenses.                                        | | |

## Cultura
La cultura cuiabana es muy rica, por haber tenido influencia de varios pueblos, como los portugueses, los negros y los indios; y haber vivido un periodo de aislamiento. Las principales manifestaciones se dan en la gastronomía, las danzas, artesanías, ingresos y cerámicas.
La población cuiabana es bastante religiosa, y festeja a su santo (San Benedicto, con danzas típicas, como el Cururu (tocada solo por hombres) o el Siriri (bailada por parejas). Hay también otras danzas, como la Catira, bailada solamente por hombres. En algunos municipios la Catira es parte de la fiesta de los Santos Reyes, pero nada impide que sea cantada y bailada en otros periodos del año.
Anualmente hay un gran festival de danza llamado «Festival de Cururu e Siriri».

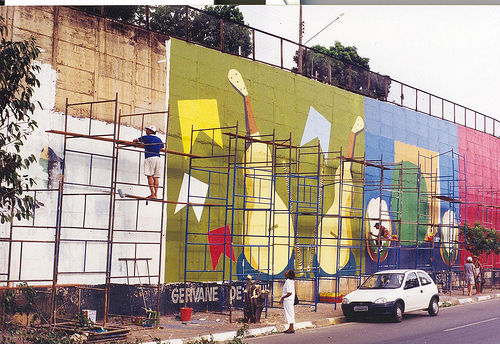
Arte en las calles de Cuiabá.

La gastronomía está formada por platos a base de peces, provenientes de los ríos de la región (pacú, pintado, dorados, matrinxa, peraputanga entre otros), simplemente fritos o asados envueltos en hojas de bananero con relleno de "farofa de couve".
Entre los platos típicos están:
- María Isabel: carne seca con arroz;
- carne seca con moranga: carne seca, servida con moranga (especie de abóbora) y arroz blanco;
- carne asada: servida con farofa de banana;
- farofa de banana: harina de mandioca tostada en manteca o aceite, mezclado con pedazos fritos de "banana da terra";
- ensopado Cuiabano: pedazos de carne de res cocidos con pedazos de yuca, papas, "banana da terra";
- carne seca com banana verde: pedazos chiquitos de carne seca cocidos con pedazos chiquitos de "banana da terra" verde.

## Ciudades hermanadas
- Turín, Italia
- Hamamatsu, Japón
- Iquique, Chile
- Cuzco, Perú
- Lishui, China
- Pedro Juan Caballero, Paraguay
- Zlín, República Checa
- Denver, Estados Unidos
- Las Vegas, Estados Unidos